# James Ussher
James Ussher (Dublino, 4 gennaio 1581 – Reigate, 21 marzo 1656) è stato un arcivescovo anglicano irlandese.

## Biografia
Proveniente da Dublino, è famoso per aver calcolato “scientificamente” in base alla Bibbia la data della creazione del mondo. Il suo calcolo è contenuto nel libro Annales Veteris Testamenti, a prima mundi origine deducti (Annali dell'Antico Testamento, a partire dalla prima origine del mondo), pubblicato nel 1650: secondo Ussher, Dio creò l'Universo al tramonto della notte antecedente alla domenica 23 ottobre del 4004 a.C. Calcoli eseguiti da altri autori danno invece le date del 5199 a.C. o del 3760 a.C. 
Il calcolo di Ussher divenne molto noto nei paesi di religione protestante ed è quello utilizzato in genere dai creazionisti, che affermano tuttora la verità del racconto biblico: essi sostengono che Dio creò anche i fossili e le galassie in allontanamento per mettere alla prova la fede dei cristiani.
Ussher fu ordinato sacerdote nel 1601 e nel 1607 divenne professore al Trinity College di Dublino, che aveva precedentemente frequentato come studente. Nel 1625 fu nominato arcivescovo di Armagh e divenne primate della Chiesa anglicana di tutta l'Irlanda, criticando con forza i cattolici irlandesi, maggioritari nell'isola. Nel 1642, allo scoppio della guerra civile inglese, Ussher si trovava in Inghilterra e da allora non rientrò più in Irlanda. Nonostante Ussher fosse un realista convinto, sostenitore del deposto re Carlo I, alla sua morte Cromwell ne fece celebrare il funerale di stato all'abbazia di Westminster.